# Gishūmon-in no Tango
Gishūmon-in no Tango (jap. 宜秋門院丹後 Gishūmon-in no Tango; znana także jako Sesshōke no Tango i Kotoura no Tango, ur. około 1113, zm. po  1207) – japońska poetka, tworząca na przełomie okresów Heian i Kamakura. Zaliczana do Trzydziestu Sześciu Mistrzyń Poezji.
Córka Minamoto no Yoriyukiego. Początkowo służyła u Kūjo Kanezane, a następnie jako dana dworu jego córki Kujō Ninshi (żony cesarza Go-Toba). Od 1175 r. aktywnie uczestniczyła w życiu literackim; brała udział w konkursach poetyckich organizowanych na dworze cesarskim, i wraz z Kojijū i Nijō-in no Sanuki należała do kręgu poetów związanych z rodem Kujō.
Około 1201, po śmierci żony Kūjo Kanezane została mniszką buddyjską, jednak kontynuowała działalność literacką przynajmniej do 1208. 
Czterdzieści sześć utworów jej autorstwa zamieszczonych zostało w cesarskich antologiach poezji, w tym dziewięć w Shinkokin wakashū.